# Snodland
Snodland är en stad och civil parish i grevskapet Kent i sydöstra England. Staden ligger i distriktet Tonbridge and Malling vid floden Medway, cirka 43 kilometer sydost om centrala London. Tätorten (built-up area) hade 11 825 invånare vid folkräkningen år 2021. Snodland nämndes i Domedagsboken (Domesday Book) år 1086, och kallades då Esnoiland.